# Unione Sportiva Poggibonsi 2009-2010
Questa pagina raccoglie le informazioni riguardanti l'Unione Sportiva Poggibonsi nelle competizioni ufficiali della stagione 2009-2010.

## Rosa
| N. |                      | Ruolo | Calciatore           |  |
| -- | -------------------- | ----- | -------------------- |  |
|    | Italia (bandiera)    | A     | Niki Agnorelli       |  |
|    | Italia (bandiera)    | A     | Fabio Alteri         |  |
|    | Italia (bandiera)    | A     | Andrea Aperuta       |  |
|    | Italia (bandiera)    | P     | Federico Bini        |  |
|    | Italia (bandiera)    | C     | Matteo Caciagli      |  |
|    | Italia (bandiera)    | A     | Andrea Cardini       |  |
|    | Italia (bandiera)    | C     | Maico Caroti         |  |
|    | Italia (bandiera)    | C     | Andrea Chiopris Gori |  |
|    | Italia (bandiera)    | C     | Carlo Coppari        |  |
|    | Italia (bandiera)    | C     | Fabio Dall'Ara       |  |
|    | Italia (bandiera)    | D     | Emilio Dierna        |  |
|    | Italia (bandiera)    | D     | Dario Forino         |  |
|    | Italia (bandiera)    | D     | Marco Francini       |  |
|    | Argentina (bandiera) | A     | Leandro Guaita       |  |
|    | Italia (bandiera)    | C     | Luca Hemmy           |  |

| N. |                   | Ruolo | Calciatore         |
| -- | ----------------- | ----- | ------------------ |
|    | Italia (bandiera) | P     | Mattia Lanzano     |
|    | Italia (bandiera) | D     | Manuel Machetti    |
|    | Italia (bandiera) | C     | Filippo Mattiuzzo  |
|    | Italia (bandiera) | D     | Giacomo Menichetti |
|    | Italia (bandiera) | D     | Simone Narducci    |
|    | Italia (bandiera) | C     | Matteo Nicoletti   |
|    | Italia (bandiera) | C     | Matteo Nolè        |
|    | Italia (bandiera) | D     | Luca Patirini      |
|    | Italia (bandiera) | C     | Felice Prevete     |
|    | Italia (bandiera) | C     | Fabio Rovrena      |
|    | Italia (bandiera) | D     | Samuele Salvadori  |
|    | Italia (bandiera) | A     | Andrea Staffolani  |
|    | Italia (bandiera) | D     | Federico Tisbi     |
|    | Italia (bandiera) | A     | Mattia Turetta     |
|    | Italia (bandiera) | D     | Gianluca Zattarin  |